# PuTTY
PuTTY este un program gratuit și open-source ce emulează un terminal fiind un client pentru SSH, Telnet, rlogin, și raw TCP protocol precum și client pentru serial console. Numele "PuTTY" nu are o semnificație anume acesta reflectând procedura "prin TTY" unde "TTY" se referă la "terminal" în terminologia UNIX (TTY este prescurtare pentru Teletype).
PuTTY a fost scris original pentru Microsoft Windows dar ulterior a fost portat și pe alte sisteme de operare. Există versiuni oficiale disponibile pentru unele platforme Unix-like și se lucrează constant și pentru versiuni ale Mac OS și Mac OS X. Versiuni neoficiale pot fi găsite pentru sisteme ca Symbian și Windows Mobile
PuTTY a fost scris și întreținut în mod oficial de către Simon Tatham fiind și în prezent categorisit ca beta software.

## Caracteristici
Câteva caracteristici PuTTY:
- Stocarea adreselor favorite pentru o accesare ulterioară.
- Control asupra SSH encryption key și versiunii de protocol.
- Linie de comandă SCP și SFTP clienți, numiți "pscp" și respectiv "psftp".
- Control asupra port forwarding cu SSH (local, remote sau dynamic port forwarding), incluzând suport încorporat pentru manipularea X11 forwarding.
- Emulează majoritatea secvențelor xterm, VT102, dar și a ECMA-48 terminal emulation.
- IPv6 suport.
- Suportă 3DES, AES, Arcfour, Blowfish, DES.
- Suportă autentificare prin Public-key (nu are suport pentru certificate support).
- Suport pentru conecțiuni seriale locale.
- Nu necesită instalare (este un singur fișier executabil).
- Suportă schema de compresie zlib@openssh.com (din of r9120 2011-03-05).

## Istoric versiuni

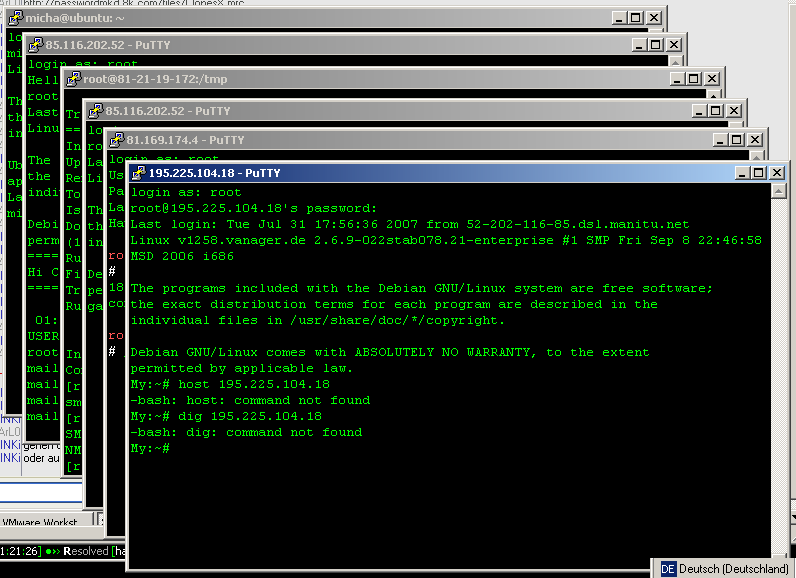
PuTTY 0.59 rulând pe Windows, logat pe un sistem Debian

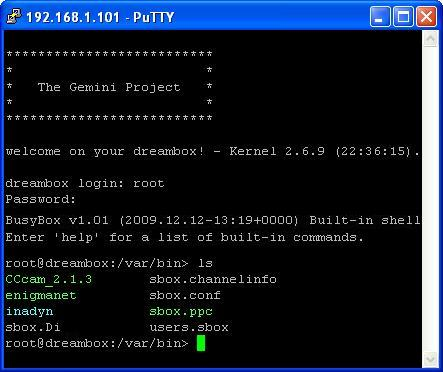
PuTTY rulând pe Windows, logat pe un sistem Dreambox DM500

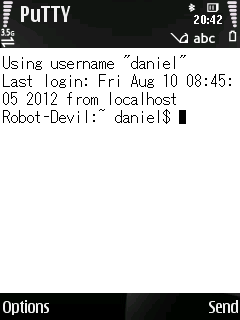
PuTTY rulând pe telefon mobil Symbian S60, logat pe un sistem Mac OS X.

Dezvoltarea PuTTY datează încă din 1999  și a putut fi folosit ca client SSH-2 din Octombrie 2000.
Înainte de 0.58 au fost publicate trei versiuni consecutive (0.55–0.57) pentru a repara o vulnerabilitate importantă ce permitea compromiterea clientului înainte de autentificare.
Versiunea 0.58 din Aprilie 2005 conține câteva opțiuni noi printre care suport Unicode îmbunătățit.
Versiunea 0.59 din Ianuarie 2007 a venit cu implementări noi precum conectare prin port serial, proxy local, suport pentru SSH și creșterea vitezei SFTP, modificarea formatului document (pentru compatibilitate cu Vista) și câteva bug fix-uri
Versiunea 0.6 din Aprilie 2007 implementează trei funcții noi și repară câteva bug-uri.
Snapshot r9120 2011-03-05 adaugă suport pentru schema de compresie zlib@openssh.com.
Versiunea 0.61 Beta din Iulie 2011 vine cu implementări noi, repară câteva bug-uri, oferă suport pentru Windows 7 și alte versiuni SSH diverse.
Versiunea 0.62 din Decembrie 2011 repară câteva bug-uri incluzând și o vulnerabilitate de securitate .

## Aplicații
Principalele funcții sunt realizate de însuși fișierele PuTTY:
- PuTTY – Telnet și SSH client însuși;
- PSCP – client SCP, i.e. command-line secure file copy;
- PSFTP – client SFTP, i.e. general file transfer sessions much like FTP;
- PuTTYtel – client doar Telnet;
- Plink – a command-line interface to the PuTTY back ends;
- Pageant – agent de autentificare SSH pentru PuTTY, PSCP și Plink;
- PuTTYgen – RSA și DSA utilitar de key;
- pterm – standalone terminal emulator.